# Festival (album)
Cet article concerne l'album. Pour les autres significations, voir Festival (homonymie).
Albums de Santana
Amigos
(1976) Moonflower
(1977)
Album studio par Santana
Amigos
(1976) Inner Secrets
(1978)
Festivál est le 8e album studio du groupe rock latino Santana sorti en 1977. 

## Historique
N'ayant pas encore trouvé de remplaçant permanent depuis le départ du bassiste David Brown, l'album en compte pas moins de 3 en comptant Carlos lui-même qui joue la basse sur 3 pièces. Paul Jackson et Pablo Tellez occupent le poste sur les autres titres. Le batteur Leon Ndugu Chancler a quitté le groupe et a été remplacé par un musicien de studio Gaylord Birch, qui sera aussitôt remplacé sur l'album suivant, Moonflower, par Graham Lear. Outre Carlos Santana et les musiciens du groupe, on compte pas moins de six choristes.

## Réception
L'album a atteint la 27e place au Billboard 200 et la 29e place dans les charts R&B. 

## Titres
- 1 - Carnaval - C Santana, T Coster - 2:15
- 2 - Let the children play - C Santana, L Patillo - 3:28
- 3 - Jugando (instrumental) - C Santana, C Areas - 2:12
- 4 - Give me love - P Tellez - 4:29
- 5 - Verão Vermelho (instrumental) - N Buzar - 5:00
- 6 - Let the music set you free carnaval  - C Santana, T Coster, L Patillo, D Rubinson - 3:39
- 7 - Revelations (instrumental) - T Coster, C Santana - 4:37
- 8 - Reach Up - C Santana, T Coster, L Patillo, P Jackson - 5:23
- 9 - The River - C Santana, L Patillo - 4:53
- 10 - Try a Little Harder - L Patillo - 5:04
- 11 - María Caracôles - P African - 4:32

## Musiciens
- Carlos Santana – guitare, basse (6, 9, 10), percussions, chant, chœurs, production
- Paul Jackson : basse (4, 7)
- Pablo Tellez – basse (1, 2, 3, 5, 8 11), guitare, percussions, chœurs, chant (11)
- Tom Coster – claviers, synthétiseurs, percussions, chœurs, production
- Leon Patillo : piano (6, 9, 10), chant (4, 10, 11)
- Gaylord Birch - batterie, percussions, timbales
- Chepito Areas - Timbales, Congas, Percussion
- Greg Walker - chant
- Ivory Stone, Julia Tillman Waters, Maxine Willard Waters, Orin Waters, Francisco Zavala, Joel Badie – chœurs

## Production
- Devadip Carlos Santana, David Rubinson, Tom Coster : Production
- David Rubinson, Fred Catero : Ingénieurs
- Chris Minto : Assistant ingénieur
- George Horn, Phil Brown : Mastering
- Cosmic Sound-Delight : Photographie
- David Singer : Design de la jaquette
- Arnie Pustilnik, Bill Graham Management, Ray Etzler : Management